# ウィンガー (バンド)
ウィンガー（Winger）は、アメリカ合衆国のロックバンド。
アメリカ出身のロック・ミュージシャン、キップ・ウィンガーが主宰するグループとして知られる。デビュー当初からアルバムが百万枚以上のセールスを記録するなど、1980年代末に隆盛を極めた。実働7年余りで解散したが2000年代に復活し、2025年まで断続的に活動した。

## 概要・略歴

### 隆盛から解散まで (1987年 - 1994年)
1987年、元「アリス・クーパー・バンド」のキップ・ウィンガー（ボーカル、ベース）とポール・テイラー（キーボード）によって結成され、さらにレブ・ビーチ（ギター）と、「ディキシー・ドレッグス」の活動で知られるベテラン、ロッド・モーゲンスタイン（ドラム）が加入してオリジナルのラインナップが固まった。当初のバンド名は「Sahara」が候補に挙がっていたが、すでに他のバンドに使用されていたため、キップ・ウィンガーの姓である「Winger」を採用した。なお「Sahara」の文字は、デビュー・アルバムのジャケット右下に見ることができる。
セルフタイトルのファースト・アルバム『ウィンガー』は、1988年8月にメジャー・レーベル「アトランティック・レコード」からリリースされた。作品は米国でプラチナ・ディスクを、日本とカナダでゴールド・ディスクを獲得し、デビュー早々に大きな成功を掴んだ。その後もバンドは「アメリカン・ミュージック・アワード」の「Best New Heavy Metal Band」にノミネートされるなど、評価を上げていく。
1990年、セカンド・アルバム『イン・ザ・ハート・オブ・ザ・ヤング』をリリース。2作連続して米国でプラチナ・ディスク、日本でゴールド・ディスクを獲得。全米アルバムチャートも15位にランクインした。
バンドはこのアルバムを引っさげて「スコーピオンズ」「キッス」「エクストリーム」「ZZトップ」「スローター」らとともに13ヶ月に及ぶ長期ツアーを敢行。しかしこれでポール・テイラーは疲弊し、バンドを離れる事になった。この時期にアメリカのヘヴィメタル・ハードロックシーンは急激に斜陽化を迎え、ウィンガーの音楽性は陳腐化され、嘲笑の対象にすらなってしまう。1992年に公開されたメタリカのドキュメンタリービデオの中で、ラーズ・ウルリッヒらがウィンガーをこき下ろす言動をし、さらにはキップのポスターを的にして「Kip Die!!」などとラーズらが叫びながらダーツをしているシーンなどが公開され、メタリカのファンから格好のバッシング、嫌がらせなどの標的にされてしまう。キップ自身やレブも、このメタリカからの揶揄、バッシングでモチベーションを大きく削がれ、解散の一因になったことを公言している。当時のスラッシュメタル、グルーヴメタル等を賛美していたMTVのアニメ作品、「ビーバス・アンド・バットヘッド」の劇中でも、「北米で一番SUCKS(ダサい)なバンド」と扱われ、主人公達がウィンガーのTシャツを着ている子供を虐めても、何の咎めも受けず正当化されるシーンなどが描写されるなど、バンドのマイナスイメージが独り歩きすることとなった。
次作のサード・アルバム『プル』は1992年から1993年にかけ、残る3人で録音が行われた。タイトルは当初、アルバムの1曲目である「Blind Revolution Mad」が使用される予定だったが、諸事情から「Pull」に変更された。このアルバムはマイク・シプリーのプロデュースの元で制作され、当時流行していたグルーヴ・メタルなどの要素も取り入れた。しかし結果は芳しくなく、成功には至らなかった。『プル』ツアーの後にバンドは解散。キップ・ウィンガーはソロ活動に専念し、他のメンバーもそれぞれのプロジェクトに移った。

### 再結成以降 (2001年 - 2024年)
2001年、バンド再評価の機運に応え、オリジナル・ラインナップで再結成を果たす。前活動末期にライブをサポートしたジョン・ロスも正規に加入し、新たに5人編成を組んだ。同年、新曲「On the Inside」収録のコンピレーション『ヴェリー・ベスト・オブ・ウィンガー』をリリース。翌年には北米ツアーを行い、2003年までの短期の間だけ活動した。
2006年5月に再び始動し、ニュー・アルバムのレコーディングに入る。しかしポール・テイラーは参加せず、代わりにセンク・エログル（ギター、キーボード）を加えた編成で活動。約13年ぶりの4thアルバム『IV』をリリースする。

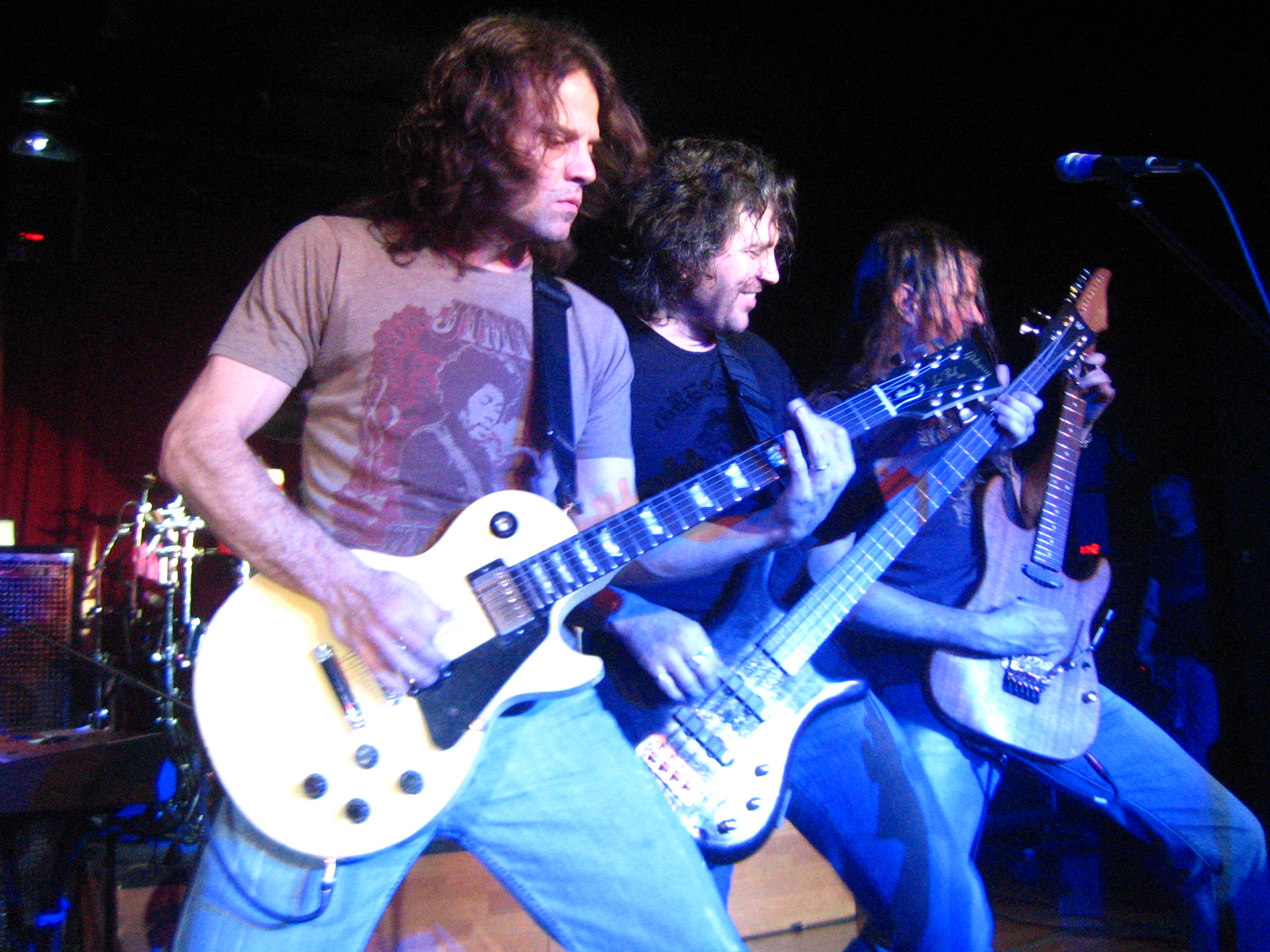
アメリカ・サンタクララ公演 (2007年3月)

2007年、バンド発足からのデモ・テイクを、1年以上の歳月をかけてリミックスした2枚組コンピレーション・アルバム『デモ・アンソロジー』を発表。同年、来日公演を開催する。2007年度ライブツアーの模様は、ライブ作品『ライヴ』としてリリースした。
2009年、センク・エログルが脱退。残る4人編成で5thアルバム『カーマ』を制作し10月にリリース。その後メンバー各々は掛け持ちの仕事で多忙になり、活動休止を余儀なくされる。
2013年、ポール・テイラーが復帰して、10年ぶりにオリジナル・ラインナップが出揃い活動を再開。同年8月、ファースト・アルバム『ウィンガー』の発売25周年を記念し、同アルバムの完全再現ライブを実施した。
2014年初頭、ロックバンド「Y&T」のデビュー40周年記念も兼ねた、日本のロック・イベントで来日公演。春には、センク・エログルも制作に協力した6thアルバム『ベター・デイズ・カミン』を発表する。秋も日本のロックイベントに招聘され、年内2度目の来日公演を開催。セカンド・アルバム『イン・ザ・ハート・オブ・ザ・ヤング』の発売25周年を記念し、全曲再現ライブを披露した。
2017年に結成30周年を迎え、秋にHR/HMフェス『LOUD PARK 17』参加のため来日する。
2023年5月5日、9年ぶりとなるアルバム『セヴン (Seven)』を発表。アルバムのプロデュースはキップ・ウィンガーが務めており、アメリカのナッシュビルでレコーディングされた。

### 無期限活動休止 (2025年)
2025年1月に、キップが前々から取り組んでいたオペラの作曲業に専念するため、バンドの無期限活動休止（事実上の解散）を決めたことを発表した。同年3 - 4月に開催された来日公演を最後に、再び活動に幕を下ろした。

## メンバー
※2025年4月時点 

### 最終ラインナップ
- キップ・ウィンガー (Kip Winger) - ボーカル、ベース (1987年–1994年, 2001年–2003年, 2006年–2025年 )
- レブ・ビーチ (Reb Beach) - ギター (1987年–1994年, 2001年–2003年, 2006年–2025年 )
- ジョン・ロス (John Roth) - ギター (サポート：1993年-1994年、正規：2001–2003年, 2006年–2025年 )
- ロッド・モーゲンスタイン (Rod Morgenstein) - ドラムス (1987年–1994年, 2001年–2003年, 2006年–2025年)
- ポール・テイラー (Paul Taylor) - キーボード、ギター (1987年–1992年, 2001年–2003年, 2013年–2014年, 2014年–2017年, 2018年–2025年)

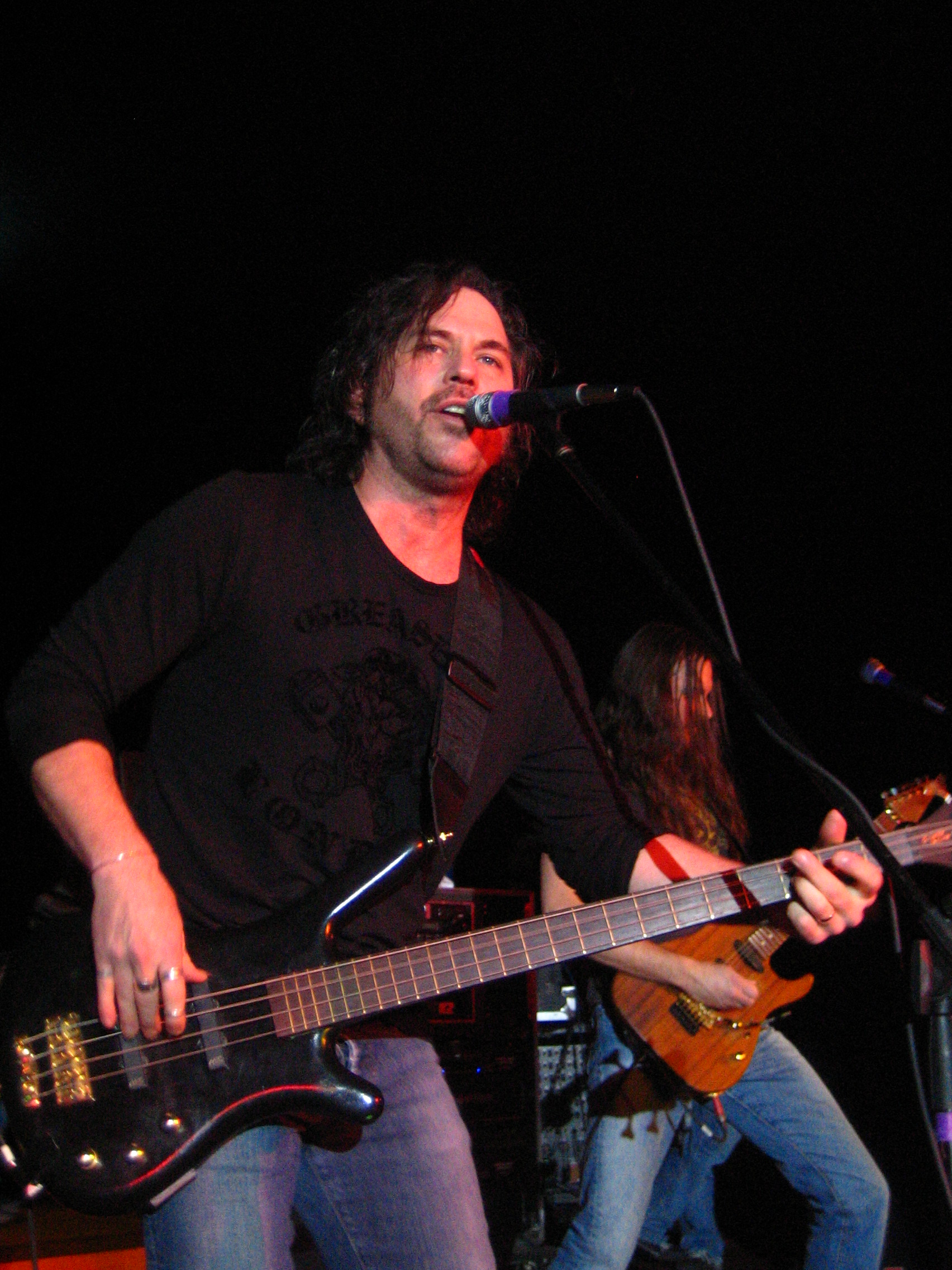
キップ・ウィンガー(Vo/B) 2006年
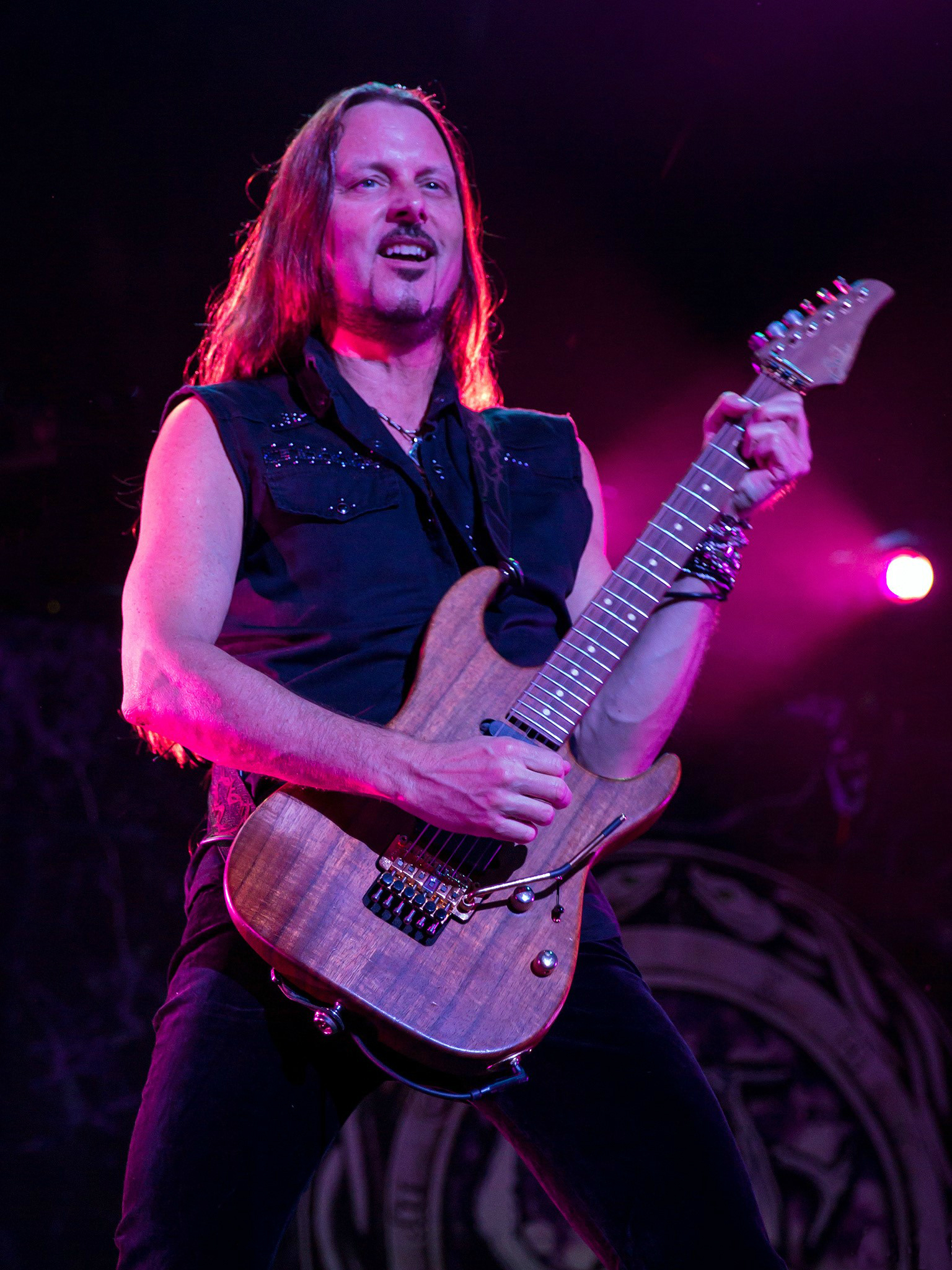
レブ・ビーチ(G) 2015年
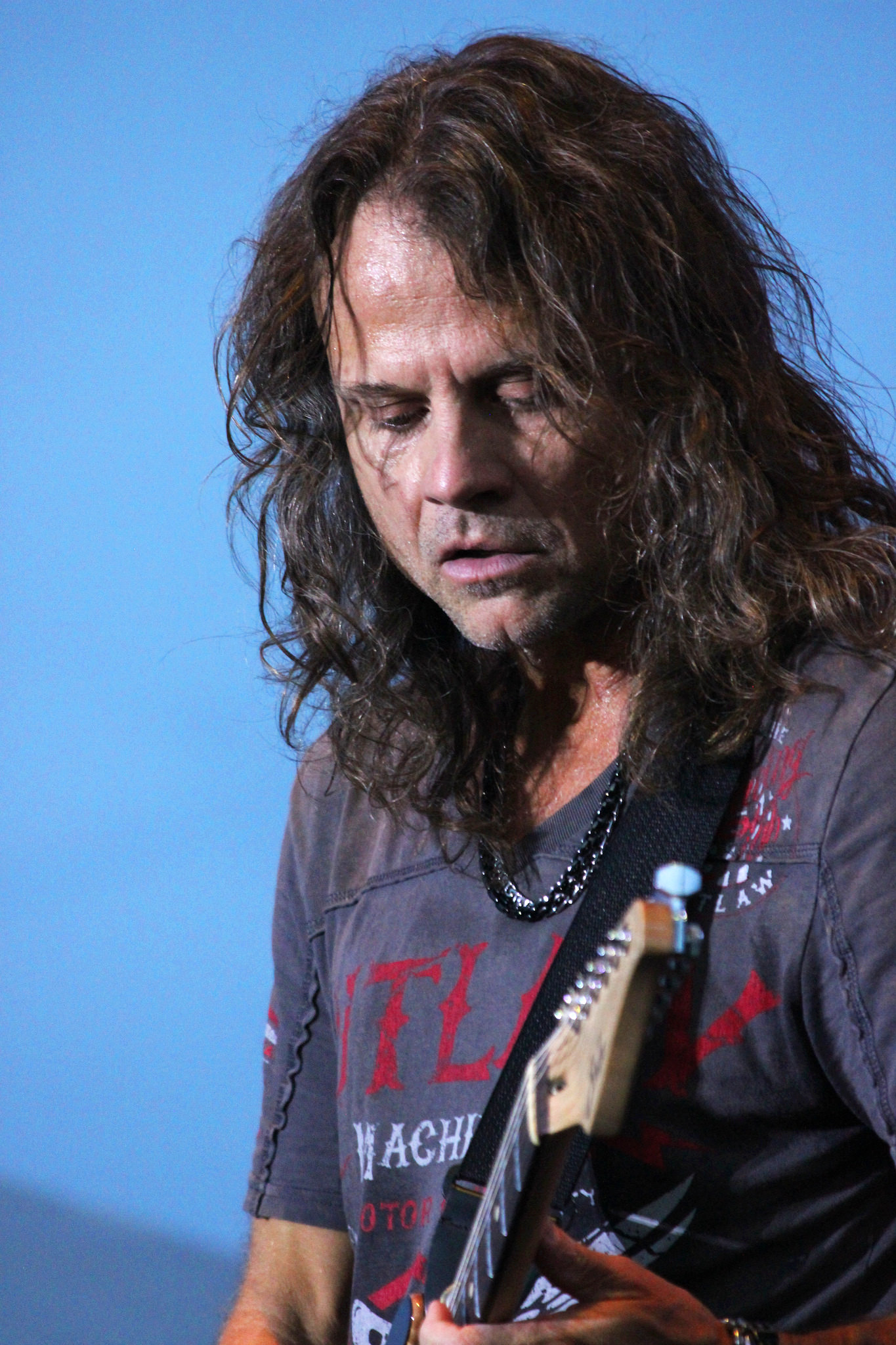
ジョン・ロス(G) 2018年
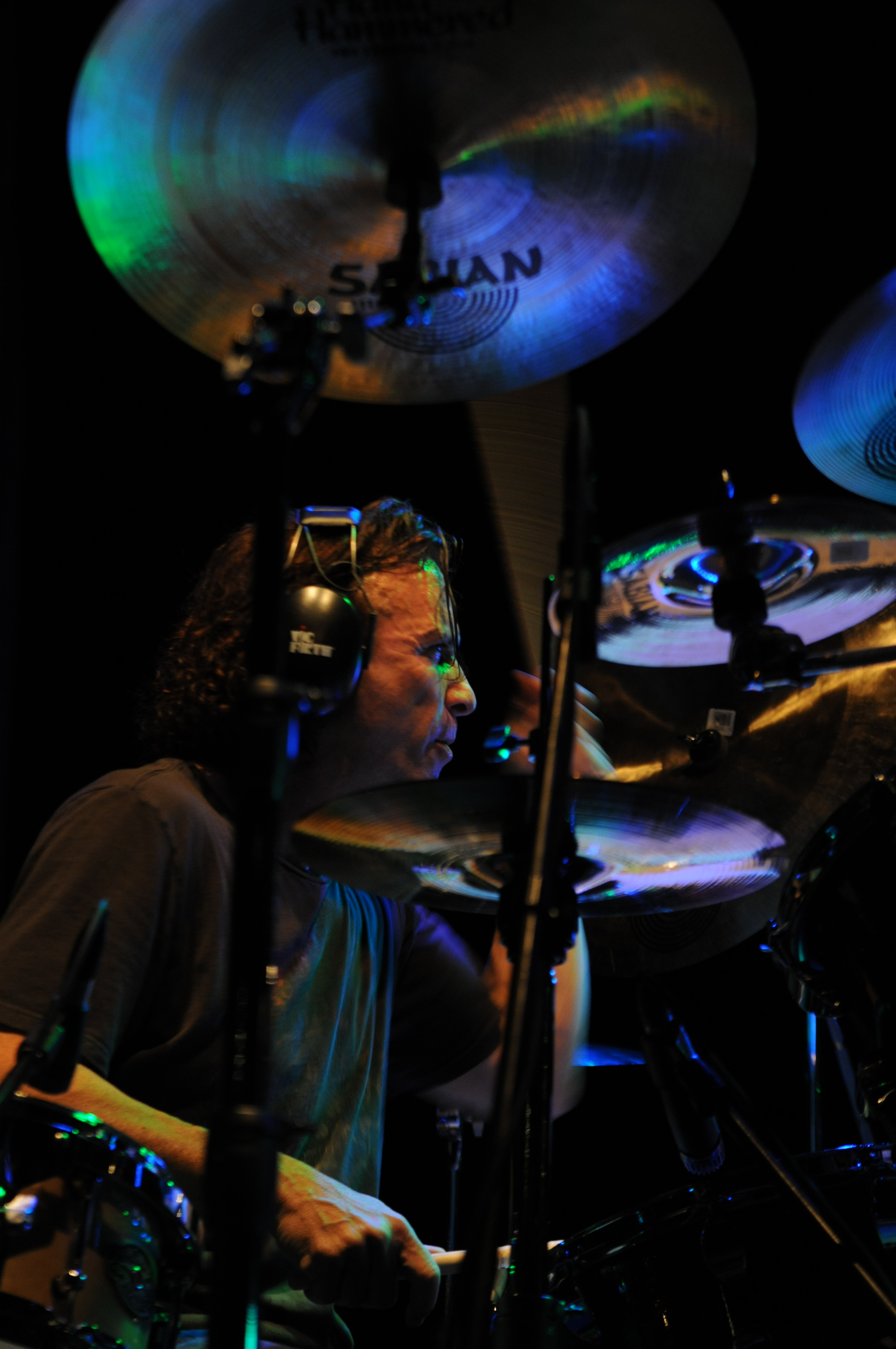
ロッド・モーゲンスタイン(Ds) 2008年

### 旧メンバー
- センク・エログル (Cenk Eroglu) - リズムギター、キーボード (2006年-2009年 セッション：2014年、2023年)

## ディスコグラフィ

### スタジオ・アルバム
- 『ウィンガー』 - Winger (1988年) ※全米21位
- 『イン・ザ・ハート・オブ・ザ・ヤング』 - In the Heart of the Young (1990年) ※全米15位
- 『プル』 - Pull (1993年) ※全米83位
- 『IV』 - IV (2006年)
- 『カーマ』 - Karma (2009年)
- 『ベター・デイズ・カミン』 - Better Days Comin' (2014年) ※全米85位
- 『セヴン』 - Seven (2023年)

### ライブ・アルバム
- 『ライヴ』 - Winger Live (2007年)

### コンピレーション・アルバム
- 『ヴェリー・ベスト・オブ・ウィンガー』 - The Very Best of Winger (2001年)
- 『デモ・アンソロジー』 - Demo Anthology (2007年)

### シングル
- "Madalaine" (1988年)
- "Seventeen" (1989年) ※全米26位
- "Headed for a Heartbreak" (1989年) ※全米19位
- "Hungry" (1989年) ※全米85位
- 「キャント・ゲット・イナフ」- "Can't Get Enuff" (1990年) ※全米42位
- 「マイルズ・アウェイ」- "Miles Away" (1990年) ※全米12位
- "Easy Come Easy Go" (1991年) ※全米41位
- 「ブラインド・レヴォリューション・マッド」- "Blind Revolution Mad" (1993年)
- "Down Incognito" (1993年)

### その他
- サウンドトラック: 『ベスト・キッド3 最後の挑戦』 - The Karate Kid, Part III (1989年) ※「Out For The Count」収録
- サウンドトラック: 『ビルとテッドの地獄旅行』 - Bill & Ted's Bogus Journey (1991年) ※「Battle Stations」収録

### 映像作品
- 『ウィンガー』 - The Videos Vol. 1 (1989年)
- 『イン・ザ・ハート・オブ・ザ・ヤング』 - In the Heart of the Young, Vol. 1 (1990年)
- 『イン・ザ・ハート・オブ・ザ・ヤング PART II』 - In the Heart of the Young, Vol. 2 (1991年)
- 『ライヴ・イン・トーキョー』 - Live in Tokyo (1991年)
- The Making of Pull (1993年)
- The Making of Winger IV (2007年)
- Winger Live (2007年)

## 来日公演

### 単独公演
- Tuff to Tame Tour 1989（1989年）
  - 9月19日 大阪 大阪厚生年金会館
  - 9月20日 名古屋 名古屋市公会堂
  - 9月22日 東京 NHKホール
  - 9月23日 川崎 クラブチッタ川崎
  - 9月25日 東京 中野サンプラザ
- WINGER JAPAN TOUR 1991（1991年）
  - 3月14日・15日 東京 郵便貯金ホール
  - 3月18日・19日 東京 中野サンプラザ
- Pull Tour（1993年）
  - 11月2日 川崎 クラブチッタ川崎
  - 11月4日 東京 中野サンプラザ
  - 11月5日 大阪 松下IMPホール
  - 11月7日 名古屋 名古屋クラブクアトロ
- RATT / WINGER 2007（2007年）
  - 11月5日 大阪 なんばHATCH
  - 11月6日 名古屋 ダイアモンドホール
  - 11月8日 東京 Shibuya O-EAST
  - 11月9日 東京 赤坂BLITZ
    - ラットとのジョイント・ライブ
- Winger 25th Anniversary Tour（2014年）
  - 1月13日・20日 大阪 なんばHATCH
  - 1月19日 名古屋 Electric Lady Land
- WINGER JAPAN TOUR 2023（2023年）
  - 9月4日 大阪 梅田クラブクアトロ
  - 9月5日 東京 渋谷ストリームホール
  - 9月6日 東京 EXシアター六本木
- Farewell Japan Tour 2025（2025年）
  - 3月27日 大阪 GORILLA HALL OSAKA
  - 3月28日 名古屋 ReNY limited
  - 3月31日・4月1日 東京 EXシアター六本木

### フェス
- KAWASAKI ROCK CITY Vol. 1（2014年）
  - 1月11日・12日 川崎 クラブチッタ川崎
- KAWASAKI ROCK CITY Vol. 2（2014年）
  - 11月22日・23日 川崎 クラブチッタ川崎
- LOUD PARK 17（2017年）
  - 10月14日 埼玉 さいたまスーパーアリーナ